# Rozmowy Dworzanina z Mnichem
Rozmowy Dworzanina z Mnichem – cykl religijnych dialogów polemicznych Marcina Kromera, wydawanych w latach 1551–1554.
Całość cyklu składa się z przedmowy (Pisarz czytelnikowi zdrowia) oraz czterech rozmów:
1. O wierze i nauce Luterskiej. Rozmowa dworzanina z mnichem[1]
2. Czego sie krześcijański człowiek dzierżeć ma. Mnicha z dworzaninem rozmowa wtóra[2]
3. O Kościele Bożym albo Krystusowym. Mnicha z Dworzaninem rozmowa trzecia[3]
4. O nauce Kościoła świętego. Rozmowa Dworzanina z Mnichem czwarta ostateczna[4]

Celem rozmów jest obrona katolicyzmu przed zarzutami przedstawicieli reformacji. Osobami toczącymi rozmowy są Dworzanin i Mnich. Rozmowa pierwsza zawiera zarzuty Dworzanina, skierowane przeciw Kościołowi katolickiemu, jak zepsucie, interesowność, niski poziom wykształcenia duchowieństwa. Wywody opatrzone są przez autora marginaliami, odsyłającymi do odpowiednich miejsc Pisma świętego. W drugiej rozmowie Dworzanin jest bardziej skłonny do kompromisu. Wygłasza mniej zarzutów i więcej pyta. Pod koniec czwartej rozmowy z żalem żegna Mnicha i dziękuje za wyprowadzenie z błędów.
Kromer przetłumaczył też rozmowy na łacinę, wydając je pod tytułem De falsa nostri temporis et vera Christi religione (Dillingen, 1559).